# Produção de par
O termo produção de par se refere à criação de uma partícula elementar e sua antipartícula, geralmente a partir de um fóton (ou outro bóson neutro). Isto é permitido, desde que haja energia suficiente para criar o par( acima de 1,02 Mev) - ao menos a energia de massa de repouso das duas partículas do par - e que a situação permita que tanto a energia quanto o momento sejam conservados (pelo menos classicamente). Todos os outros números quânticos que se conservam, (momento angular, carga elétrica) das partículas produzidas devem ter soma zero. Portanto, as partículas criadas possuem estes números quânticos com sinais opostos. Por exemplo, se uma partícula possui estranheza +1, a outra deve possuir estranheza -1. 

## Nos núcleos atômicos
Em física nuclear, a produção de par ocorre quando um fóton de alta energia (como por exemplo um fóton de raio gama) interage com um núcleo atômico, permitindo que este produza um elétron e um pósitron sem violar a lei da conservação do momento. Como o momento do fóton no estado inicial deve ser absorvido por algo, a produção de par não pode ocorrer no espaço vazio a partir de um único fóton; o núcleo é necessário para se conservar tanto o momento como a energia.

## Raios gama e a produção de par
A produção de par é o principal método pelo qual a energia dos raios gama é observada na matéria condensada. O fóton necessita apenas de uma energia total de duas vezes a massa de repouso (me) de um elétron para que ocorra o processo descrito acima. Se ele for ainda mais energético, partículas mais pesadas podem ser produzidas. Estas interações foram observadas pela primeira vez na câmara de bolhas de Patrick Maynard Stuart Blackett, e por este experimento, Patrick Blacket foi agraciado com o prêmio Nobel de Física de 1948: "Pelo desenvolvimento do método da Câmara de Wilson e por descobertas no campo da Física Nuclear e Radiações Cósmicas".

## A radiação Hawking
Na relatividade geral semi-clássica, a produção de par é também utilizada para explicar o efeito da radiação de Hawking. De acordo com a mecânica quântica, em pequenas escalas, pares de partículas de vida curta estão constantemente sendo criados e destruídos, e em uma região de fortes forças gravitacionais de maré, as duas partículas de um par por vezes podem separar-se antes que elas tenham a oportunidade de serem mutuamente aniquiladas. Quando isto ocorre numa vizinhança de um buraco negro, uma partícula pode escapar, e a sua antipartícula é capturada pelo buraco negro.

## Na astrofísica

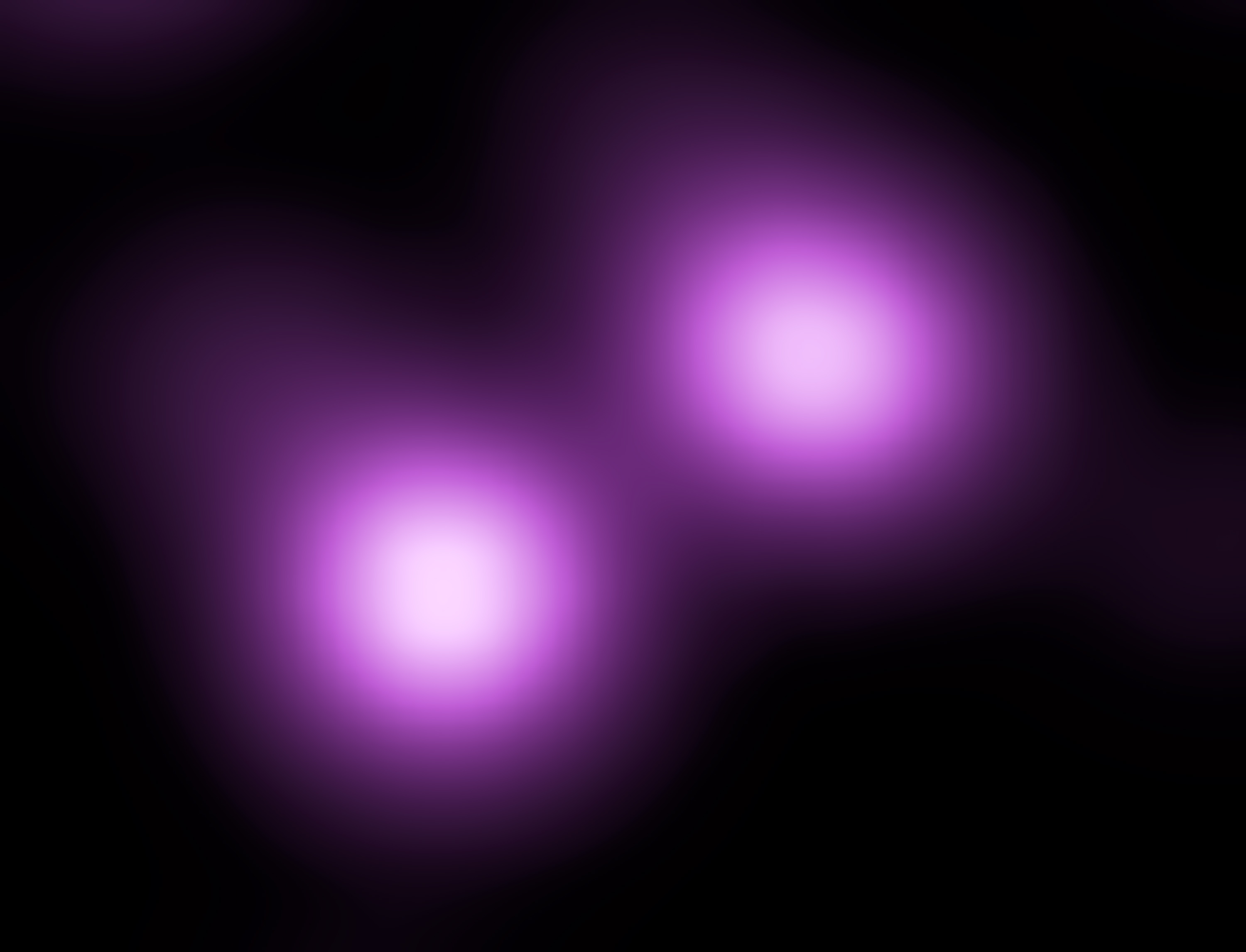
Imagem de SN 2006gy em raio-x, obtida pelo Telescópio espacial Chandra.

A produção de par também é, hipoteticamente, um mecanismo subjacente ao tipo de explosão estelar conhecido como supernova de instabilidade de par, onde uma repentina produção de par diminui a pressão interna de uma estrela supergigante, levando-a a uma implosão parcial, e então, a uma explosão termonuclear. A supernova SN 2006gy é uma considerada uma possível supernova de instabilidade de par.